# Albuca amboensis
Albuca amboensis är en sparrisväxtart som först beskrevs av Schinz, och fick sitt nu gällande namn av Anna Amelia Obermeyer. Albuca amboensis ingår i släktet Albuca och familjen sparrisväxter. Inga underarter finns listade i Catalogue of Life.